# 恰迪扎縣

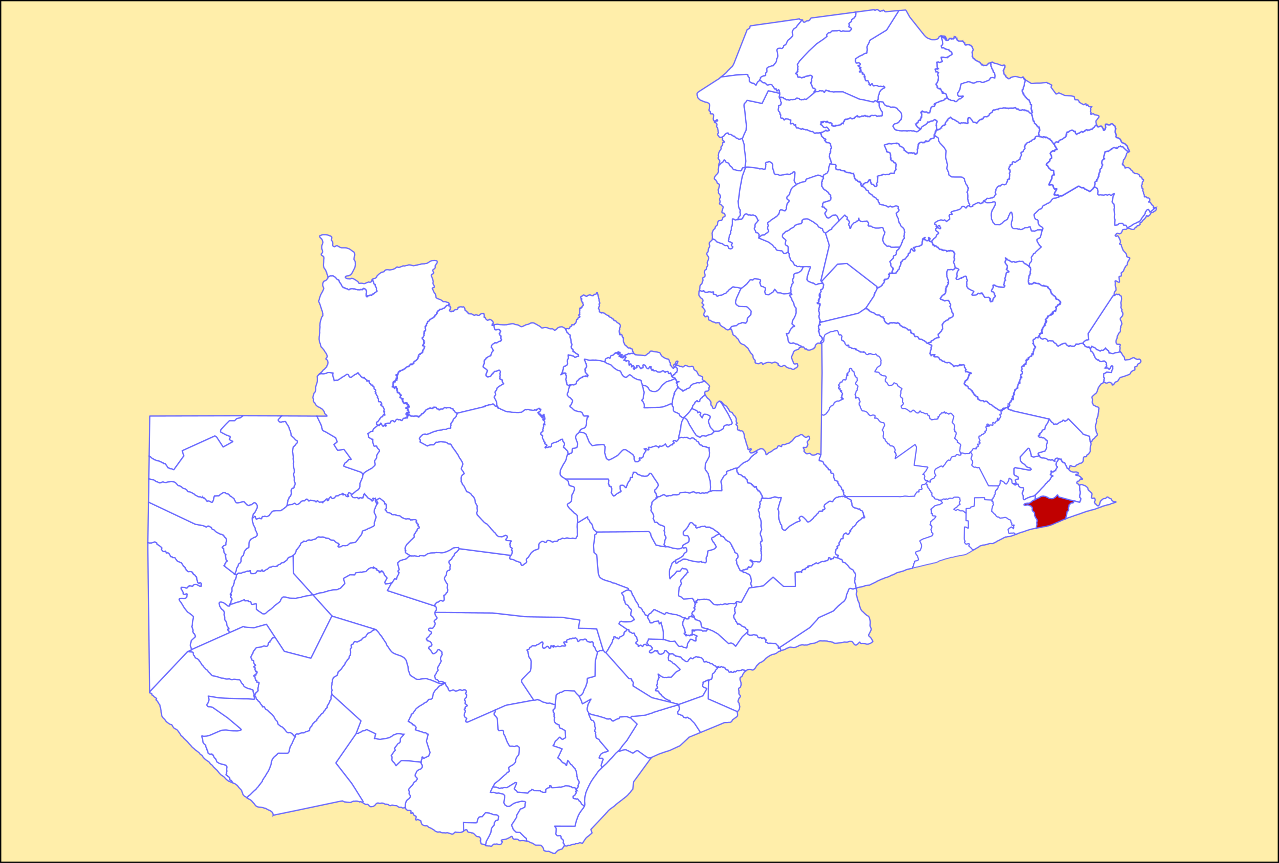

14°00′S 32°45′E / 14.000°S 32.750°E
恰迪扎縣（英語：Chadiza District），是贊比亞的縣份，位於該國東部，由東方省負責管轄，首府設於恰迪扎，面積2,574平方公里，2010年人口107,327，人口密度每平方公里41.7人。